# Peter Holiday
Peter Holiday (ur. 11 stycznia 1952 w Durbanie) – południowoafrykański duchowny katolicki, biskup Kroonstad w latach 2011-2022.

## Życiorys

### Prezbiterat
Święcenia kapłańskie przyjął 10 grudnia 1992. Pracował głównie w parafiach archidiecezji johannesburskiej, był jednocześnie m.in. dyrektorem Lenten Appeal oraz wikariuszem biskupim ds. powołań.

### Episkopat
1 kwietnia 2011 został mianowany biskupem Kroonstad. Sakry biskupiej udzielił mu 25 czerwca 2011 - abp Jabulani Adatus Nxumalo.
12 grudnia 2022 papież Franciszek przyjął jego rezygnację z funkcji biskupa diecezjalnego.